# Podul Amiralității din Rotterdam
Podul Amiralității (în neerlandeză Admiraliteitsbrug) este un pod retractabil peste portul interior Buizengat din Rotterdam, Țările de Jos. Podul este situat pe bulevardul Willem Ruyslaan și conectează Oostzeedijk și Bulevardul Maas. 

## Caracteristici
Inaugurat în 1964, podul are o deschidere de 9,20 m și o înălțime liberă sub pod de 2,75 m față de referința europeană, nivelul normal al mării măsurat la Amsterdam (+NAP). Adâncimea apei în zona podului este de 4 m sub nivelul normal al mării măsurat la Amsterdam (–NAP).
Podul nu este deservit de personal și orice cerere de basculare a tablierului pentru a permite trecerea vaselor trebuie înaintată personalului care operează podul vecin, Boerengat. Cabina personalului acestui pod este încă în uz și încadrată de bariere. Podul Amiralității nu va fi deschis dacă Podul Boerengat sau Podul de Est sunt deschise sau când stăvilarul este închis.